# Peter-Ulrich Merz-Benz
Peter-Ulrich Merz-Benz (* 20. September 1953 in Menziken) ist ein Schweizer Soziologe, Philosoph und Ideengeschichtler.

## Leben
Merz-Benz studierte Philosophie, Pädagogik, Politikwissenschaft und Soziologie an der Universität Zürich und wurde dort 1985 im Fach Soziologie zum Dr. phil. promoviert. Seine Dissertation erschien 1990 als Buch unter dem Titel «Max Weber und Heinrich Rickert. Die erkenntniskritischen Grundlagen der Soziologie». 1994 habilitierte sich Merz-Benz mit einer Arbeit über Ferdinand Tönnies; seine Arbeit war die erste Habilitation über das Werk dieses soziologischen Klassikers. Für sein Buch «Tiefsinn und Scharfsinn. Ferdinand Tönnies’ begriffliche Konstitution der Sozialwelt» erhielt er 1996 den Spezialpreis des Premio Europeo Amalfi.
1998 und 2000 war er Professeur invité (Gastprofessor) an der École des hautes études en sciences sociales (EHESS) in Paris. 2001 wurde er zum Titularprofessor der Universität Zürich ernannt, seit 2002 war er Wissenschaftlicher Mitarbeiter mbA am Soziologischen Institut und am Philosophischen Seminar der Universität Zürich. 2018 wurde er emeritiert. Seine Abschiedsfeier fand im Juni 2018 statt.
1994 gründete er zusammen mit Carsten Klingemann die Arbeitsgemeinschaft «Sozial- und Ideengeschichte der Soziologie» der  Deutschen Gesellschaft für Soziologie (DGS) und ist seitdem deren Co-Sprecher. Seit 2010 ist er Mit-Herausgeber des «Jahrbuch für Soziologiegeschichte». Zentrales Thema ist die «Soziologiegeschichte als Selbstexplikation der Soziologie».
Seine Forschungsschwerpunkte sind die soziologische Theorie und Theoriegeschichte, die soziologische Ideengeschichte, die Religionssoziologie und die Kultursoziologie. Neben Arbeiten zu soziologischen Klassikern (wiederum Max Weber und Ferdinand Tönnies sowie, unter anderen, Georg Simmel, Karl Mannheim, Norbert Elias, Talcott Parsons und Alfred Weber) stehen Arbeiten zur Systemtheorie (Niklas Luhmann) und zur Kulturtheorie (Transkulturalität). Seit langem beschäftigt er sich auch mit der Genesis der Soziologie aus der Philosophie des Neukantianismus (Heinrich Rickert, Richard Hönigswald). Zurzeit gilt sein Hauptinteresse der Ausarbeitung eines Begriffs der soziologischen Bildung sowie der Begründung einer humanistischen Soziologie.

## Schriften (Auswahl)

### Monographien
- Max Weber und Heinrich Rickert. Die erkenntniskritischen Grundlagen der verstehenden Soziologie, Königshausen & Neumann, Würzburg 1990, ISBN 978-3-88479-326-8.
- Tiefsinn und Scharfsinn. Ferdinand Tönnies’ begriffliche Konstitution der Sozialwelt, Suhrkamp, Frankfurt am Main 1995, ISBN 978-3-518-58186-5.
- Erkenntnis und Emanation. Ferdinand Tönnies' Theorie soziologischer Erkenntnis. Springer VS, Wiesbaden 2016, ISBN 978-3-658-02287-7.

### Herausgeberschaften
- Peter-Ulrich Merz-Benz/Carsten Klingemann: Jahrbuch für Soziologiegeschichte 2020, Springer VS, Wiesbaden 2020, ISBN 978-3-658-30781-3.
- Peter Gostmann/Peter-Ulrich Merz-Benz (Hgg.): Humanismus und Soziologie, Springer VS, Wiesbaden 2018, ISBN 978-3-658-21797-6.
- Peter-Ulrich Merz-Benz (Hrsg.): Öffentliche Meinung und soziologische Theorie: Mit Ferdinand Tönnies weiter gedacht, Springer VS, Wiesbaden 2015, ISBN 978-3-658-09446-1.
- Peter Gostmann/Peter-Ulrich Merz-Benz (Hgg.): Macht und Herrschaft. Zur Revision zweier soziologischer Grundbegriffe, VS Verlag, Wiesbaden 2007, ISBN 978-3-531-15365-0 (2., erweiterte Auflage 2021, Springer VS, Wiesbaden 2021, ISBN 978-3-658-31608-2).
- Peter-Ulrich Merz-Benz/Gerhard Wagner (Hgg.): Kultur in Zeiten der Globalisierung. Neue Aspekte einer soziologischen Kategorie. Verlag Humanities Online, Frankfurt am Main 2005. 272 S, ISBN 3-934157-38-6.
- Peter-Ulrich Merz-Benz/Ursula Renz (Hgg.): Ethik oder Ästhetik. Zur Aktualität der neukantianischen Kulturphilosophie, Königshausen & Neumann, Würzburg 2004, ISBN 3-8260-2724-8.
- Peter-Ulrich Merz-Benz/Gerhard Wagner (Hgg.): Der Fremde als sozialer Typus. Klassische soziologische Texte zu einem aktuellen Phänomen, UTB (UVK), Konstanz 2002, ISBN 3-8252-2358-2.
- Peter-Ulrich Merz-Benz/Gerhard Wagner (Hgg.): Soziologie und Anti-Soziologie. Ein Diskurs und seine Rekonstruktion, Universitätsverlag Konstanz, Konstanz 2001, ISBN 3-87940-737-1.
- Peter-Ulrich Merz-Benz/Gerhard Wagner (Hgg.): Die Logik der Systeme. Zur Kritik der systemtheoretischen Soziologie Niklas Luhmanns, Universitätsverlag Konstanz (UVK), Konstanz 2000, ISBN 3-87940-701-0.